# Lords of the Fallen
Lords of the Fallen (En español Señores de los Caídos) es un videojuego perteneciente al género de rol de acción desarrollado en conjunto por el desarrollador alemán Deck13 Interactive y el desarrollador polaco CI Games y publicado por Bandai Namco Games en octubre de 2014 para la PlayStation 4, Xbox One y Microsoft Windows.

## Jugabilidad
Es un videojuego de rol de acción interpretado desde una perspectiva en tercera persona. El juego ha sido comparado con Dark Souls en cuanto a su enfoque táctico lento de combate cercano, con los enemigos y localizaciones difíciles de superar, mientras que el aprendizaje de sus encuentros. El jugador toma el papel de Harkyn que desde el principio se puede adaptar a los estilos de combate preferidos por el jugador de entre una gama de diferentes clases, cada una con sus propias especializaciones en armas, armaduras, ciertos hechizos y habilidades. Una clase se determina sobre la base de dos grandes opciones de tres tipos de magia; peleas, el engaño y el consuelo, seguido por la segunda opción de tres conjuntos de armaduras diferentes; guerrero, pícaro y clérigo. Las diferentes combinaciones de ambas opciones permiten al jugador elegir cómo quiere jugar con Harkyn desde el principio. Con juegos, el guerrero utiliza pesada pero fuerte armadura y armas, el pícaro es mucho más ligero y más rápido y el clérigo utiliza fuerza personal y armaduras que apoyan el uso de hechizos. La magia aunque hace a cada clase más única. Por ejemplo un conjunto guerrero combinado con magia de pelea crea un guerrero puro con alta resistencia y vitalidad, mientras que un conjunto guerrero también se puede combinar con la magia de consuelo para crear una clase paladín que no es tan fuerte, pero puede especializarse en el uso temprano de hechizos en el juego. A medida que el jugador progresa a través de los juegos y derrota enemigos, la experiencia puede ser adquirida y usada para actualizar las habilidades de Harkyn y desbloquear nuevos hechizos para utilizar en combate.
El juego se divide en actos con progresión lineal a través de una historia principal central, con nuevas áreas que se abren continuamente a medida que el jugador progresa, a la vez que se les permite regresar a áreas previamente completadas. Sin embargo, cada nueva área puede tener varias rutas, lugares ocultos y posibles atajos para descubrir. En el camino, el jugador también se encontrará con personajes no jugadores que ofrecen más información, proporcionan conocimientos útiles, y en muchos casos conceden tareas adicionales al jugador con más recompensas. En el diálogo, el jugador también puede tomar decisiones con ciertos personajes y sus misiones. El juego utiliza un sistema de puntos de control que el jugador debe localizar y puede optar por utilizar para guardar, reponer los recursos consumibles, tales como las pociones de curación y mejorar su carácter.
Lords of the Fallen utiliza un sistema de "riesgo y recompensa" cuando se trata de actualizar a Harkyn. La cantidad de experiencia que el jugador puede ganar para su uso se puede incrementar a través de un multiplicador que se acumula mientras más tiempo el jugador haga ataques combinados o evita el uso de puntos de control y el gasto de sus experiencias. Si se utiliza un punto de control, el multiplicador se restablecerá. Si un jugador muere durante el combate, aparecerán en el último puesto de control que utilizan pero con enemigos no jefes previamente derrotados, la reaparición de nuevo en la ubicación original en todo el mundo en el juego y perder ninguna experiencia no utilizados que han ganado desde la última vez pasaron ninguna. En este punto, un temporizador comenzará, lo que requiere que el jugador vuelva al punto pasado en el que murió con el fin de recuperar lo que perdieron con anterioridad. Sin embargo, en caso de que el tiempo llegue a cero o de que muera otra vez antes de llegar a este punto, la experiencia no utilizada que habían perdido antes de que se murieran, se perderá para siempre.

## Argumento
El juego está ambientado en un mundo mucho después de la derrota de un dios llamado Adyr que anteriormente gobernó la humanidad con mano de hierro, a manos de tres héroes, un pícaro, un clérigo y un guerrero, que más tarde se conocerían como los Jueces y fueron elevados a la categoría de semidioses . Inusualmente, todos los pecados son castigados, incluso las más pequeñas y mezquinas acciones. Los jugadores asumen el papel de Harkyn, un criminal condenado cuyos pecados son visibles en su rostro, en forma de runas.
Harkyn es liberado de la cárcel por un monje llamado Kaslo con el fin de detener una invasión misteriosa de las fuerzas demoníacas de Adyr, el Rhogar, en un monasterio cerca de las montañas mano de Dios (literalmente la mano del dios caído). Él viene a través de una serie de poderosos seres llamados Rhogar Señores que están invadiendo desde un lugar desconocido en el reino humano. Con la ayuda de un explorador llamado Yetka, él es capaz de descubrir la ubicación del Camino, un portal al reino Rhogar, un antiguo templo de Adyr que fue desterrado a otra dimensión por los Jueces y sellada en el monasterio.
Harkyn viaja al Reino Rhogar donde se encuentra con el Crafter, un ser inmortal, extradimensional cuyo Cristal de Viajes fue robado por el Rhogar. Él lucha por el reino y lleva de nuevo el cristal, para detener la invasión. Cuando regresa al monasterio, recibe la tarea final de Antanas, el líder de las fuerzas humanas, para matar Adyr, que ha revivido una vez más. Sin embargo, descubre indicios de que Antanas no es para nada bueno y combate a un monstruo de origen desconocido.
Harkyn entra en la Cámara de mentiras en el Reino Rhogar y abre el camino a un demonio inusual que Yetka dice está vinculado a su familia. Él puede elegir para matarlo, o dejar Yetka dejar con él. Finalmente, derrota al Señor final y habla a Adyr, quien le dice que la humanidad necesita un dios para preservar el orden, mostrando Antanas bebiendo una poción y se convierta en un monstruo horrible, como un ejemplo de fallas humanas. Adyr da a Harkyn una runa especial que se puede utilizar para restaurar el poder de Adyr. Cuando regresa al monasterio, que se enfrenta a varios monstruos, es confirmando que Antanas experimentó con monjes con el fin de hacer que los mutantes que podrían combatir la Rhogar.
Las fuerzas Antanas creen que Harkyn se ha convertido en un traidor, ya que él no mató a Adyr, y lo atacan. Él lucha y abre su camino a Antanas, y se da cuenta de que el Antanas mutado mató a Kaslo cuando trató de detenerlo de su transformación. Harkyn pelea y mata a Antanas, y tiene la opción de usar la Runa de Adyr en su arma para revivir a Adyr, o en su armadura para matar Adyr, o dándosela a la Crafter para un final neutral donde Adyr solo permanece latente.

## Recepción

### Crítica
Lords of the Fallen recibió críticas bastante positivas. Las reseñas de los sitios web de revisión y crítica de GameRankings y Metacritic le dio a la versión de Xbox One un 71.27% basado en 11 revisiones y 71/100 basado en 36 revisiones, la versión de Microsoft Windows 68.95% basado en 19 revisiones y 73/100 basado en 36 revisiones, y a la versión de PlayStation 4 un 68.76% basado en 34 revisiones y 68/100 basado en 45 comentarios respectivamente.
Dando una revisión positiva para Game Informer, Daniel Tack calificó el videojuego como "sorprendente dormido" y le anotó un 8.5 de 10. Dijo: " Lords of the Fallen es un título sorprendentemente sólido que ni siquiera estaba en mi radar. toma prestado mucho de la franquicia de Souls, está bien hecho y con su estilo propio. Recomiendo este videojuego a cualquiera que disfrute de esa serie, y si no has tomado ese camino antes, podría ser un punto de entrada más indulgente. en el RPG de acción".
En GameSpot Kevin VanOrd le dio al videojuego una crítica positiva; le anotó un 8/10 y declaró: "A primera vista, se podría llamar a Lords of the Fallen, una beta para los fanáticos de los videojuegos de Souls, especialmente los mansos y los no iniciados, pero que gana más respeto por una descripción tan impertinente. Lords of the Fallen no se trata del juego que no es, sino del juego que es. Se trata del herrero macabro, sus ojos brillantes y los largos mechones de cabello tieso que se levantan de su cuero cabelludo. Se trata de los crujidos del hierro contra el hueso cuando tu martillo encuentra su marca. Se trata de disfrutar de nuevas vistas y sonidos, y de encontrar nuevas formas de viajar a las antiguas. Se trata de ese puente suspendido, los monumentos que lo protegen y las criaturas que esperan dentro. Harkyn puede no tener ningún uso para estos lugares, pero hay riquezas en su interior".
Dando una opinión más negativa Leif Johnson de IGN. Johnson calificó el videojuego con un 7.4 de 10 y declaró: "Lords of the Fallen ofrece entretenidos ataques de cortar y rebanar centrados en combos y hechizos, pero su sistema de recompensa basado en el riesgo parece estar un poco fuera de lugar en un mundo donde su héroe logra fácilmente gran poder y defensa y hace que el riesgo sea obsoleto. Logra su objetivo de crear una experiencia más accesible que el estilo de Dark Souls, pero desafortunadamente va un paso o dos demasiado lejos".
Philip Kollar de Polygon le otorgó un 7,3 de 10 a Lords of the Fallen. En su revisión, Kollar pensó que la historia, el concepto y los personajes del videojuego eran "encomiables", le gustaba el lento combate basado en las armas, diciendo que es donde el videojuego "brilla más brillante ", y pensó que el juego tenía una fuerte variación en la fórmula de Souls, diciendo que esto podría ser" señal de cosas mucho más brillantes por venir". Sin embargo, Kollar criticó los problemas técnicos del videojuego, llamándolos "casi al final del juego", no le gustaba el nivel de dificultad más fácil del juego, diciendo que vencería ciertas áreas "en el primer o segundo intento", y pensó que el sistema de las batallas, y los diseños, no eran tan fuertes como deberían ser.
Ben Griffin de GamesRadar elogió los efectos visuales, la larga duración y el combate del juego, pero criticó los problemas técnicos, las peleas de jefes y la falta de cooperación. Griffin calificó al juego con 3/5 y declaró: "Tomado por sí solo, este es un videojuego de rol de fantasía sofisticado ejecutado con consideración y pensamiento, pero Lords of the Fallen nunca escapa realmente al espectro de Souls, y solo puede culparse a sí mismo".

### Ventas
Para mayo de 2015, se habían vendido más de 900.000 copias del juego.

## Secuela
Una secuela, Lords of the Fallen 2, fue anunciada el 18 de diciembre de 2014 y fue lanzada en 2017. El creador de la original, Deck13 Interactive, no serán responsables del desarrollo de la secuela.